# Traian Ionașcu
Traian Ionașcu (n. 17 aprilie 1897, Iași, România – d. 19 noiembrie 1981, București, România) a fost un jurist român, membru titular (din 1974) al Academiei Române. Profesor de drept civil la Universitatea din București, vicepreședinte al Facultății internaționale de drept comparat din Strasbourg. S-a preocupat de unele domenii fundamentale ale dreptului civil.

## Distincții
- Ordinul Muncii clasa I (17 aprilie 1962) „pentru contribuția adusă la construirea socialismului, cu prilejul împlinirii a 65 de ani de la naștere”[2]
- titlul de Om de Știință Emerit al Republicii Populare Romîne (18 august 1964) „pentru merite deosebite în activitatea științifică”[3]
- Ordinul „Meritul Științific” clasa a II-a (26 septembrie 1966) „pentru merite deosebite în activitatea științifică, cu prilejul Centenarului Academiei Republicii Socialiste România”[4]
- Ordinul „Tudor Vladimirescu” clasa a II-a (4 mai 1971) „cu prilejul aniversării a 50 de ani de la constituirea Partidului Comunist Român, [...] pentru merite deosebite în opera de construire a socialismului”[5]

## Opera principală
- Modificările aduse codului civil de principiul constituțional al egalității sexelor, 1950
- Unele aspecte juridice ale relațiilor comerciale între țări cu structură social-economică diferită, 1961, în limba franceză
- Teoria și practica litigiilor precontractuale, 1962, în colaborare
- Teoria generală a contractelor economice, 2 volume, 1963–1965, în colaborare
- Constantele dreptului – drept și logică, 1964